# Вилокская обувная фабрика
Вилокская обувная фабрика — промышленное предприятие в посёлке городского типа Вилок Закарпатской области Украины, прекратившее производственную деятельность.

## История
Решение о создании в селении Вилок обувной фабрики было принято 26 февраля 1945 года на собрании ремесленников, торговцев и рабочих села, занятых в швейном промысле и изготовлении обуви. В сентябре 1945 года начавшая работу фабрика имела возможность производить 500 пар обуви в месяц, в это время общая численность работников предприятия составляла 36 человек, основной продукцией являлись ботинки и сапоги. В дальнейшем, в соответствии с четвёртым планом восстановления и развития народного хозяйства СССР предприятие было расширено и оснащено дополнительным оборудованием, и объёмы производства увеличились (только в течение 1949 года объём производства вырос в два раза при снижении себестоимости на 9,6%).
Работники обувной фабрики принимали активное участие в рационализаторской деятельности - только в 1956 году на предприятии внедрили 13 рационализаторских предложений, обеспечивших экономический эффект 500 тыс. рублей. Наиболее значительным было предложение механика фабрики О. Гайды, который модернизировал свой станок таким образом, что на одной технологической линии стало возможным изготавливать каблуки различных типоразмеров и фасонов.
В 1961 году на фабрике был введён в эксплуатацию новый штамповочный цех, а в 1966 году был построен новый фабричный корпус. За счёт установки новых станков-полуавтоматов (изготовленных на ленинградском заводе "Вперёд", Подольском заводе швейных машин и предприятиях ЧССР) производство обуви было полностью механизировано. Объем выпуска продукции с начала 1965 до конца 1967 года вырос в 3,5 раза, и в 1967 году фабрика произвела 1,65 млн. пар обуви. В это время численность рабочих фабрики составляла свыше 900 человек, и на предприятии было освоено производство новой модели обуви для рабочих лесной промышленности.
В целом, в советское время обувная фабрика входила в число крупнейших предприятий посёлка.
После провозглашения независимости Украины предприятие перешло в ведение государственного комитета лёгкой и текстильной промышленности Украины. 
В условиях экономического кризиса 1990-х годов положение фабрики осложнилось. В мае 1995 года Кабинет министров Украины утвердил решение о приватизации фабрики. В дальнейшем, государственное предприятие было преобразовано в открытое акционерное общество.
27 июля 2001 года решением хозяйственного суда Закарпатской области обувная фабрика была признана банкротом и началась процедура её ликвидации.